# Lafresnaye-Zwergspecht
Der Lafresnaye-Zwergspecht (Picumnus lafresnayi), auch Lafresnayezwergspecht, ist eine Vogelart aus der Gattung der Zwergspechte (Picumnus) aus der Familie der Spechte (Picidae).

Verbreitungsgebiet des Lafresnaye-Zwergspechtes

Der Vogel kommt in Brasilien, Ecuador, Kolumbien und Peru vor.

## Lebensraum
Der Lebensraum umfasst dichten, feuchten Wald, gerne Sekundärwald, Waldränder und Lichtungen im Tiefland westlich des Amazonas bis 1200–1400 m. In Ecuador gelegentlich bis 1800 m anzutreffen. Östlich und südlich des Amazonas wird die Art ersetzt durch den Goldstirn-Zwergspecht (Picumnus aurifrons).
Der Artzusatz bezieht sich auf Frédéric de Lafresnaye.

## Merkmale
Die Art ist 9–10 cm groß und wiegt 9–10 g. Die Oberseite ist gelblich-grün, beide Geschlechter sind auf der Unterseite gleichmäßig gebändert. Dadurch unterscheidet die Art sich vom ähnlichen Goldstirn-Zwergspecht (Picumnus aurifrons), der keine Bänderung auf dem Bauch hat und kräftiger gelb gefärbt ist. Das Männchen hat eine dunkel olivbraune Kappe mit weißen Punkten bis zum Nacken, an der Stirn sind die Flecken in der Nominatform rot, und goldgelb bei der Unterart P. l. punctifrons. Die Zügel sind blass bräunlich, die grau-bräunlichen Ohrdecken sind braun gestreift oder gefleckt, dazu kommt ein blasser Hinteraugenstreif. Die Oberseite ist dunkelgrün bis bräunlich-grün und gelblich-grün gebändert, Flügeloberseite und Flügeldecken sind grünlich-braun mit gelber Berandung, die Handschwingen sind intensiver braun. Die Schwanzoberseite ist schwarz, das zentrale Federpaar hat auf der Innenseite einen breiten weißen Streifen, die drei äußeren Schwanzfedern zeigen eine große weiße Subterminalbinde. Kinn und Kehle sind bräunlich-weiß mit schmalen schwarzen Federrändern, die Unterseite ist blass gelblich-weiß mit breiter schwarzer Bänderung, nach hinten zu breiter werdend. Die Flügelunterseite ist bräunlich mit dunkel gebänderten gelblich-weißen Unterflügeldecken. Der Schnabel ist kurz mit gebogenem Schnabelfirst, schwarz und an der Basis grau. Die Iris ist braun bis braun-grau, die Orbitalhaut und die Beine sind grau. Das Weibchen hat weiße Stirnflecken, Jungvögel sind blasser, grünlicher auf der Oberseite und weniger gleichmäßig gebändert auf der Unterseite.
Vom Orinokozwergspecht (Picumnus pumilus) unterscheidet sich die Art durch Größe, Bänderung und leuchtendere Färbung der Oberseite, durch die roten Stirnflecken und die blasseren Ohrdecken.

## Geografische Variation
Es werden folgende Unterarten anerkannt:
- P. l. lafresnayi (Malherbe, 1862), Nominatform – tropischer Südosten Kolumbiens bis Ostecuador und Nordperu
- P. l. punctifrons (Taczanowski, 1886), – tropischer Osten Perus, etwas größerer Schnabel, dunklere Ohrdecken, engere Bänderung an der Unterseite
- P. l. taczanowskii (Domaniewski, 1925), – Nordosten und nördliche Mitte Perus (Huambo-Inayabamba-Huánuco Region), schwärzere Kopfkappe, Unterseite breiter und ungleichmäßiger dunkel gebändert
- P. l. pusillus (Pinto, 1936), – Nord- und Zentralbrasilien (mittlerer Amazonas östlich bis zum Rio Negro), auf der Oberseite leicht rotbraun überhaucht, dichtere Bänderung an der Unterseite mit Ausnahme des Bauches

## Stimme
Die Art gilt als nicht ruffeudig. Der Gesang des Männchens wird als langsam abfallende Folge von hohen Tönen von gleicher Frequenz beschrieben, meist 3 „seeep seeep seep“. Der Ruf ist sehr ähnlich dem des Orangestirn-Bündelnisters (Metopothrix aurantiaca).

## Lebensweise
Die Nahrung besteht aus Termiten und anderen kleinen Wirbellosen, die in mittlerer und unterer Waldetage gesucht werden, häufig zusammen mit gemischten Jagdgemeinschaften.
Die Brutzeit liegt vermutlich zwischen Juli und November.  Ein Nest wurde beschrieben in einer Höhle in 3 m Höhe mit zwei Eiern. Beide Elternvögel kümmern sich um die Nachkommen.

## Gefährdungssituation
Der Bestand gilt als „nicht gefährdet“ (least Concern).